# 新赤色砂岩
新赤色砂岩（しんせきしょくさがん、新赤砂岩、英: New Red Sandstone）は、グレートブリテン島イングランド中央部に分布する、ペルム紀から三畳紀初期の地層である。旧赤色砂岩と区別される。上部は泥岩で、その他大部分は砂岩に岩塩や石膏といった蒸発岩を挟む。砂岩はよく円磨されたサイズ最大2mmの石英粒から成り、粒間を赤鉄鉱が埋めるため赤く見える。